# Torre de’ Picenardi
Torre de' Picenardi – miejscowość i gmina we Włoszech, w regionie Lombardia, w prowincji Cremona.
Według danych na rok 2004 gminę zamieszkiwało 1839 osób, 108,2 os./km².